# NGC 231
NGC 231 est un amas ouvert dans le Petit Nuage de Magellan (PNM) situé dans la constellation du Toucan. NGC 231 a été découvert par l'astronome écossais James Dunlop le 1er août 1826.
Il est à peu près à la même distance de nous que le PNM, soit 199 000 années-lumière.